# Jean Rosay
Pour les articles homonymes, voir Rosay.
Jean Rosay, né le 23 juillet 1902 à Chevrier (Haute-Savoie), et mort en déportation en Allemagne, au camp de Bergen-Belsen, entre le 10 avril 1945 et le 15 avril 1945, est un prêtre catholique français.

## Biographie
Jean Joseph Rosay voit le jour le 23 juillet 1902 à Chevrier. Il est ordonné prêtre le 29 mai 1926, puis est nommé en poste à Marnaz, comme vicaire en 1926, puis une première cure à Franclens, en 1934. Il prend possession de la cure de Douvaine, en mars 1941.
Il développe là les mouvements de jeunesse et d'adulte et milite dans les groupes de Témoignage chrétien, avec le curé de Monnetier-Mornex, le père Jules César Dompmartin et le curé Marius Jolivet, de Collonges-sous-Salève. Il ouvrira même une école libre. Il est hostile à l'occupation nazie, et rassemble des éléments croyants, membres de la Jeunesse agricole catholique et des non-croyants, constituant un embryon de noyau de résistance. Son presbytère devient rapidement un lieu d'accueil et de refuge transitoire pour tous les candidats à l'exil forcé, au service de l'Amitié chrétienne et de la CIMADE. Il organise avec Perod, l'instituteur, une filière structurée, proche de la frontière suisse. Ils seront des centaines à utiliser ce réseau.
Il préserve les jeunes du service du travail obligatoire, aucun des jeunes de sa paroisse n'est parti en Allemagne.
Au début de 1944, il demanda à la sœur Jeanne Berchmans, née Marie Meienhofer, de cacher trois personnes d'une famille juive de Vienne, dans le couvent de la congrégation du Sacré-Cœur à Thonon-les-Bains, Mme Wittels et ses deux enfants, Renée et Bruno, qui y passèrent toute la durée de la guerre.
Il est arrêté dans la nuit du 10 février 1944 au 11 février 1944, à deux heures du matin, comme passeur à l'étranger de réfractaires, de juifs, de résistants et autres terroristes selon les autorités allemandes. Il passe en effet des agents anglais, parachutistes et aviateurs abattus au-dessus de la France, et parmi les quelques personnalités croisées : le colonel Verduraz ; Jean-Marie Soutou, futur ambassadeur et l'un des fondateurs de Témoignage chrétien ; Xavier de Gaulle. Dans cette affaire sont arrêtés également deux agriculteurs du village, Joseph Lançon, déjà pris en 1943 puis relâché, vivant depuis dans la clandestinité, et François Perillat, originaire de la Tuillière, un hameau de Veigy-Foncenex, ils mourront tous deux à Hersbrück. Avec le père André Figuet, directeur de l'orphelinat, tout le monde est expédié à l'hôtel Pax à Annemasse : la Gestapo vient de démanteler un des plus gros réseaux de passage en Suisse. Jean Rosay avoue tout, craignant que les Allemands ne retournent au presbytère, ce qu'il ne feront pas, tenant le chef du réseau. Après cinq jours de détention, André Figuet est remis en liberté par Meyer, le chef local de la Gestapo. Les autres sont transférés à Compiègne le 12 mars, et partent en déportation à Auschwitz le 27 avril 1944, il signalera dans une lettre que « le voyage fut pénible ». En fait il y eut plusieurs morts, enfermés à cent vingt dans des wagons, sans boire ni manger. Évacué à Birkenau en décembre 1944, Gross-Rosen le 18 janvier 1945, où il est le dernier prêtre retrouvé sur place, et Nordhausen le 20 février 1945, pour finir, il arrive exténué au mouroir de Bergen-Belsen sous le matricule « 186.350 », après avoir fait les voyages dans des wagons à charbon découverts par un froid glacial sous la pluie et la neige. Partis six mille, ils n'arriveront que deux mille. C'est ici qu'il mourra entre le 10 et le 15 avril 1945, quelques jours avant la libération du camp par les Anglais.
Raymond Loure dit qu'au camp d'Auschwitz : « c'était un homme exemplaire, un être extraordinaire qui m'a sauvé la vie, tellement rayonnant que les SS et les kapos hésitaient devant lui. Il essayait par tous les moyens de sauver les hommes, de les soustraire à certains travaux, de les cacher à des endroits invraisemblables. Il était souvent parmi les Juifs. Je pense que c'est lui qui m'a fait entrer comme coiffeur à l'hôpital SS… Lors de l'évacuation du camp, il était dans le même wagon que moi, apaisant nos angoisses et nos cris, puis nous donnait la communion. Il avait gardé une demi-boule de pain  afin d'offrir cet ultime réconfort aux mourants, ce geste est gravé à jamais dans mon cœur. »[réf. nécessaire]
Une plaque à sa mémoire orne la nef de l'église de Douvaine.

## Reconnaissances
- Juste parmi les nations[7].